# Кім Змескал
Кім Змескал  (англ. Kim Zmeskal, 6 лютого 1976) — американська гімнастка, олімпійська медалістка.

## Виступи на Олімпіадах
| Олімпіада      | Дисципліна        | Місце              |
| -------------- | ----------------- | ------------------ |
| Барселона 1992 | абсолютний залік  | 10                 |
| Барселона 1992 | командний залік   | 3                  |
| Барселона 1992 | вільні врави      | 6                  |
| Барселона 1992 | опорний стрибок   | 8                  |
| Барселона 1992 | різновисокі бруси | 10T (кваліфікація) |
| Барселона 1992 | колода            | 42T (кваліфікація) |